# Moçarria
Moçarria es una freguesia portuguesa del concelho de Santarén, con 12,11 km² de superficie y 1072 habitantes (2001). Su densidad de población es de 100,1 hab/km².